# Stuart Charno
Stuart Charno, né le 29 septembre 1956 à New York, est un acteur et humoriste américain.

## Biographie
Stuart Charno est surtout connu pour ses rôles dans les films d'horreur Le Tueur du vendredi (1981) et Christine (1983),. À la télévision, il a notamment incarné le groom tueur de voyants de l'épisode Voyance par procuration (1995) de la série X-Files et a tenu un rôle récurrent dans la série Chicago Hope : La Vie à tout prix.

## Filmographie

### Cinéma
- 1981 : Le Tueur du vendredi : Ted
- 1981 : L'Élu : le joueur de première base
- 1982 : Docteurs in love : Warren
- 1983 : Christine : Don Vandenberg
- 1985 : Just One of the Guys (en) : Reptile
- 1985 : Vampire Forever : le mousse vampire
- 1992 : La Nuit déchirée : le photographe de la police
- 2003 : Alien Hunter : Abell

### Télévision
- 1982 : MASH (série télévisée, saison 11 épisode 6) : le caporal Sonneborn
- 1983 : Svengali (téléfilm) d'Anthony Harvey
- 1987 : La Belle et la Bête (série télévisée, saison 1 épisode 3) : Bennie
- 1988 : Freddy, le cauchemar de vos nuits (série télévisée, saison 1 épisode 6) : Jim
- 1995 : X-Files (série télévisée, saison 3 épisode Voyance par procuration) : le groom
- 1996-1997 : Chicago Hope : La Vie à tout prix (série télévisée, 6 épisodes) : le docteur Lloyd Chernow
- 2000 : Profiler (série télévisée, saison 4 épisode 14) : Mark Dolan